# جيمس تي جايلز
جيمس تي جايلز (بالإنجليزية: James T. Giles)‏ هو قاضي ومحامي أمريكي، ولد في 1943 في شارلوتسفيل في الولايات المتحدة.